# Filmografia de Gene Kelly
Gene Kelly (1912–1996) foi um dançarino, ator, cantor, diretor, produtor, roteirista e coreógrafo estadunidense. Sua carreira durou de 1942 a 1996. Ele é provavelmente mais conhecido hoje por suas performances em musicais, notadamente "Sinfonia de Paris" (1951) e "Cantando na Chuva" (1952).

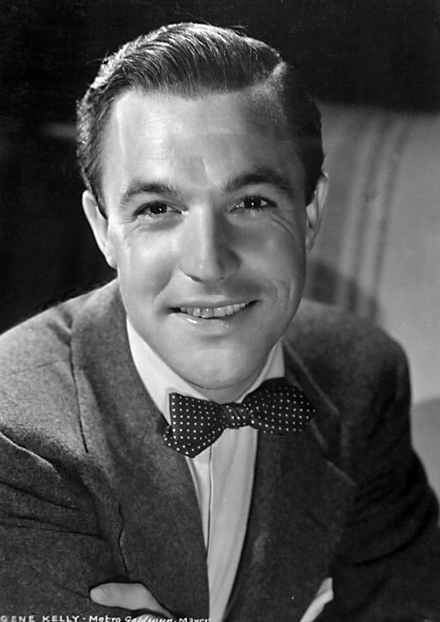
Kelly em retrato publicitário em 1943.

Kelly fez sua estréia nos cinemas de Hollywood em "Idílio em Dó-Ré-Mi " (1942), co-estrelando com Judy Garland. Depois, passou a trabalhar como ator, dançarino e, posteriormente, coreógrafo, em uma série de filmes musicais. Nesses filmes, sua coreografia incluiu experimentos com uma combinação de dança e animação "Marujos do Amor" e "Invitation to the Dance" ("Convite à Dança"), e cenas de dança envolvendo efeitos especiais (como o número "Alter Ego", de "Modelos" e o número de dança em tela dividida de "Dançando nas Nuvens"). Além de seu trabalho como ator e coreógrafo, dirigiu e co-dirigiu vários filmes, alguns dos quais não o apresentavam como ator. Kelly apareceu em vários filmes de comédia e drama, sem serem musicais.
Kelly recebeu uma indicação ao Oscar de melhor ator por sua atuação em "Anchors Aweigh" (1945) e ganhou um Oscar Honorário pelo mesmo trabalho. Ele foi eleito a 15ª maior estrela masculina do cinema clássico americano na lista do Instituto Americano de Cinema, enquanto "Singin' in the Rain" foi eleito o filme musical mais popular de todos os tempos.
Os títulos em português referem-se a exibições no Brasil.

## Palcos
| Data    | Título                | Papel                        |
| ------- | --------------------- | ---------------------------- |
| 1938–39 | Leave It to Me!       | Secretário do Sr. Goodhue    |
| 1939    | One for the Money     |                              |
| 1939–40 | The Time of Your Life | Harry                        |
| 1940–41 | Pal Joey              | Joey Evans                   |
| 1941–42 | Best Foot Forward     | Parte da Coreografia         |
| 1958–60 | Flower Drum Song      | Diretor                      |
| 1969    | Hello, Dolly!         | Diretor                      |
| 1974    | Take Me Along         | Sid Davis                    |
| 1979    | Coquelico             | Produtor                     |
| 1985–86 | Cantando na Chuva     | Coreógrafo original do filme |

## Cinema

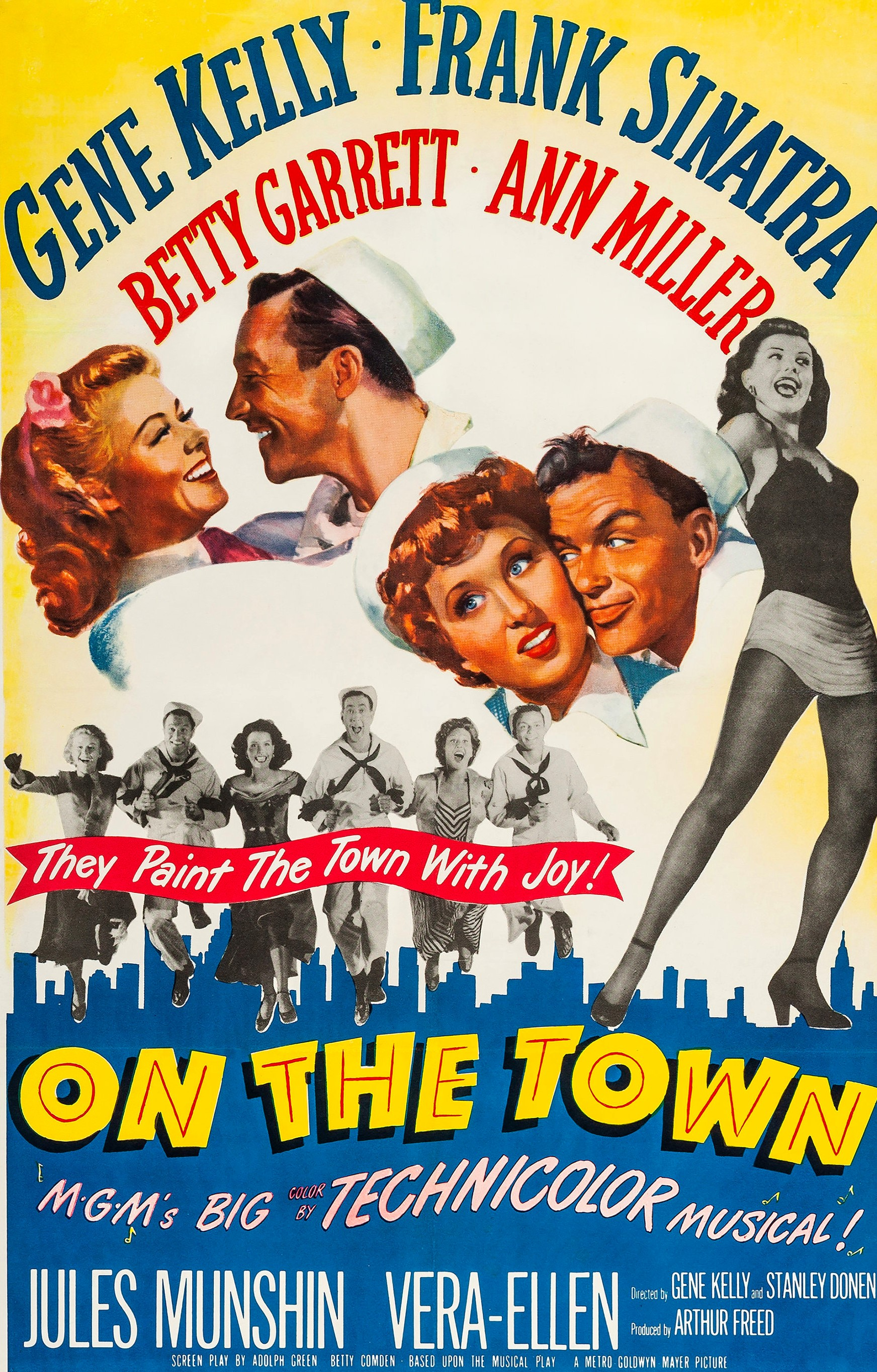
Pôster promocional de "Um Dia em Nova Iorque" (1949).

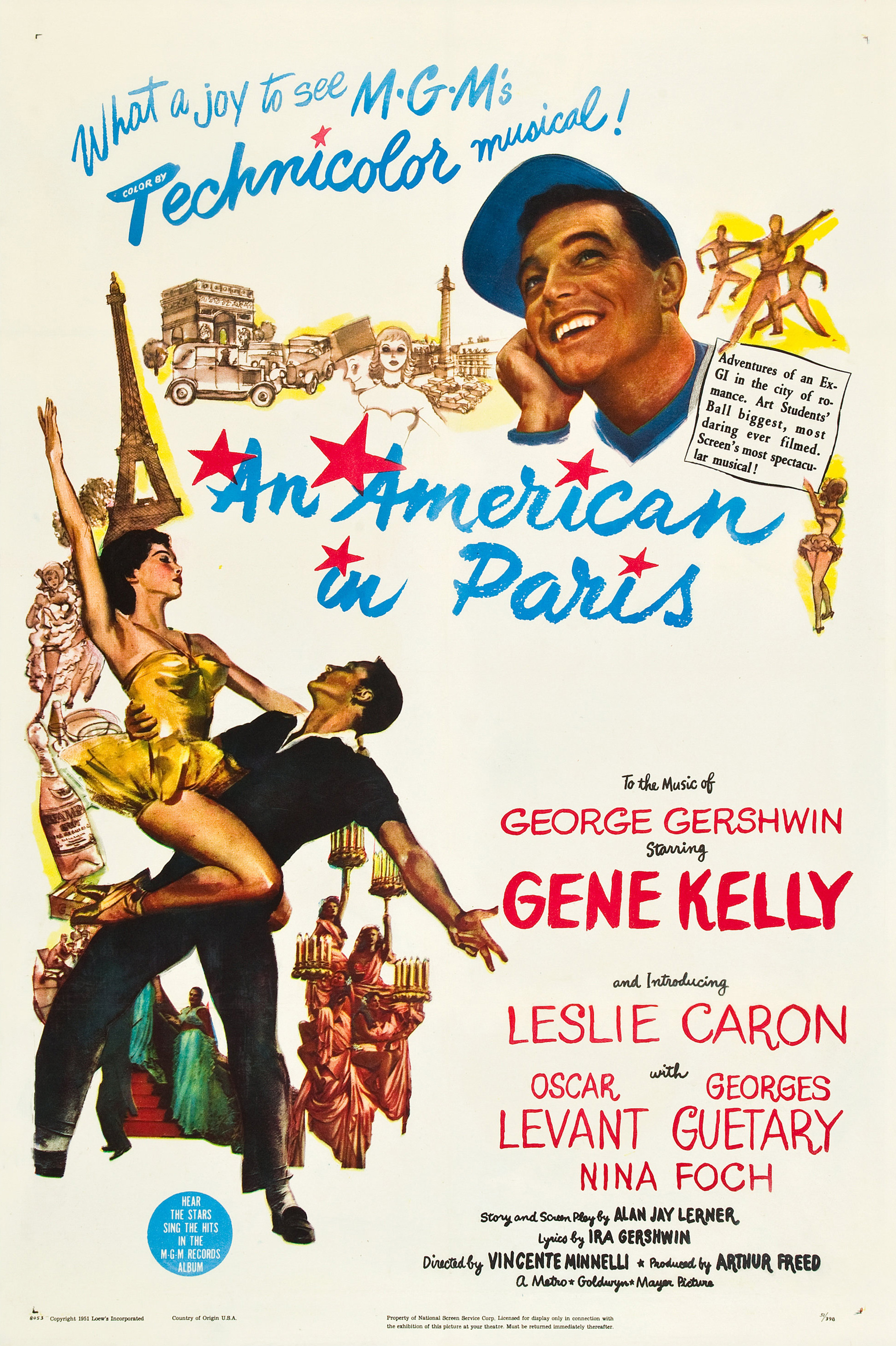
Pôster de "Sinfonia de Paris" (1951).

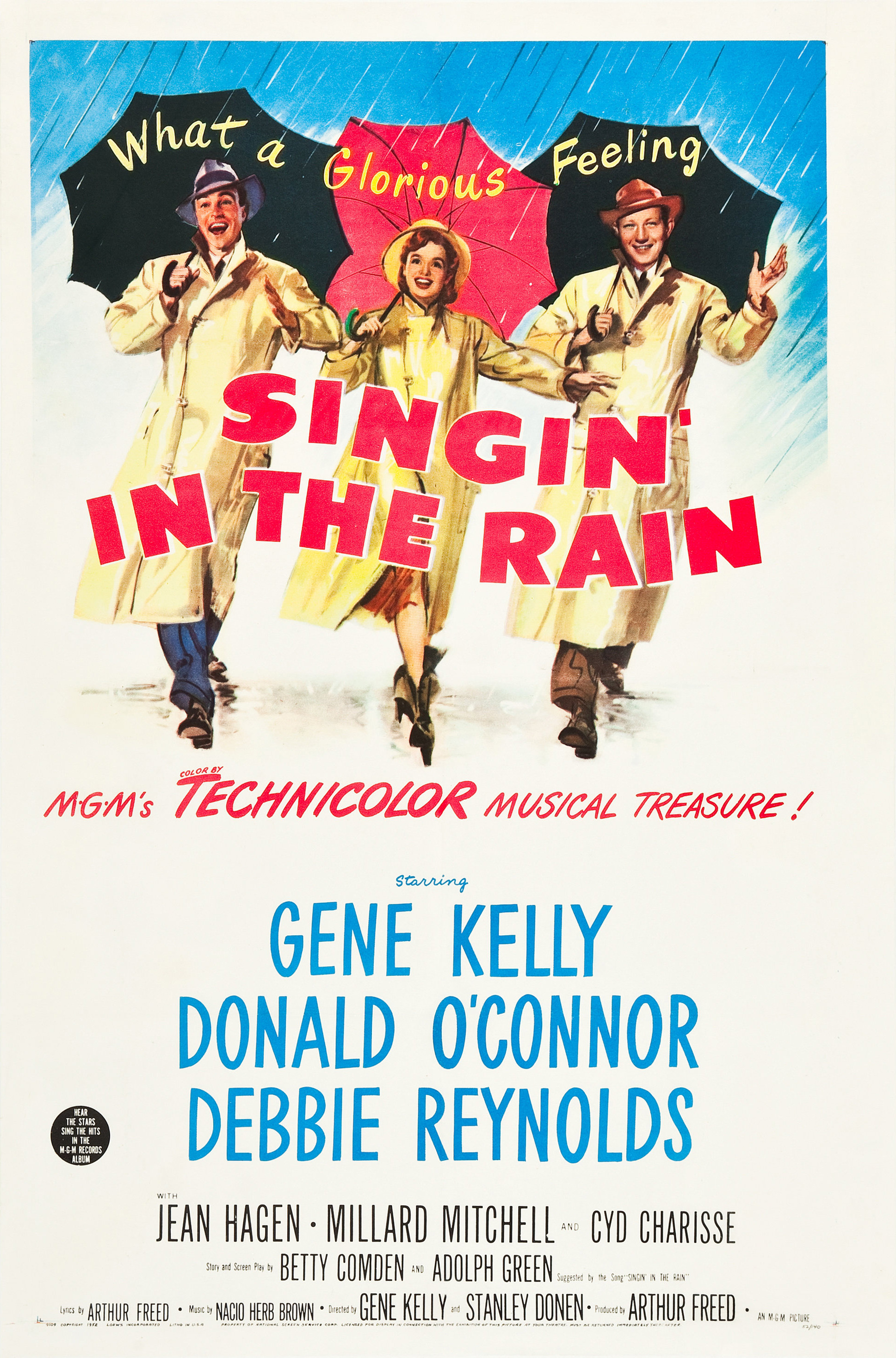
Pôster de "Cantando na Chuva" (1952).

Nota: Seus musicais são indicados com um símbolo de colcheia dupla (♫).
| Ano  | Filme                                | Papel                          | Crédito | Crédito | Crédito    | Ref.          |
| Ano  | Filme                                | Papel                          | Diretor | Ator    | Coreógrafo | Ref.          |
| ---- | ------------------------------------ | ------------------------------ | ------- | ------- | ---------- | ------------- |
| 1942 | Idílio em Dó-Ré-Mi ♫                 | Harry Palmer                   | Não     | Sim     | Sim        | [ 9 ] [ 10 ]  |
| 1943 | Piloto Nº 5                          | Vito S. Alessandro             | Não     | Sim     | Não        | [ 11 ] [ 12 ] |
| 1943 | Du Barry Era um Pedaço ♫             | Alec Howe / A Flecha Negra     | Não     | Sim     | Sim        | [ 13 ] [ 14 ] |
| 1943 | A Filha do Comandante ♫              | Soldado Eddie Marsh            | Não     | Sim     | Sim        | [ 15 ] [ 14 ] |
| 1943 | A Cruz de Lorena                     | Victor                         | Não     | Sim     | Não        | [ 16 ] [ 14 ] |
| 1944 | Modelos ♫                            | Danny McGuire                  | Não     | Sim     | Sim        | [ 17 ]        |
| 1944 | Férias de Natal                      | Robert Manette                 | Não     | Sim     | Não        | [ 18 ]        |
| 1945 | Marujos do Amor ♫                    | Joseph Brady                   | Não     | Sim     | Sim        | [ 20 ]        |
| 1945 | Combat Fatigue Irritability          | Marinheiro Bob Lucas           | Não     | Sim     | Não        | [ 21 ]        |
| 1946 | Ziegfeld Follies ♫                   | Ele mesmo                      | Não     | Sim     | Sim        | [ 22 ] [ 19 ] |
| 1947 | Living in a Big Way ♫                | Leo Gogarty                    | Não     | Sim     | Sim        | [ 23 ] [ 24 ] |
| 1948 | O Pirata ♫                           | Serafin                        | Não     | Sim     | Sim        | [ 25 ] [ 26 ] |
| 1948 | Os Três Mosqueteiros                 | D'Artagnan                     | Não     | Sim     | Sim        | [ 27 ] [ 28 ] |
| 1948 | Letra e Música ♫                     | Ele mesmo                      | Não     | Sim     | Sim        | [ 29 ] [ 28 ] |
| 1949 | A Bela Ditadora ♫                    | Eddie O'Brien                  | Não     | Sim     | Sim        | [ 30 ] [ 31 ] |
| 1949 | Um Dia em Nova Iorque ♫              | Gabey                          | Sim     | Sim     | Sim        | [ 32 ] [ 33 ] |
| 1950 | Black Hand                           | Giovanni E. "Johnny" Columbo   | Não     | Sim     | Não        | [ 34 ] [ 35 ] |
| 1950 | Casa, Comida e Carinho ♫             | Joe D. Ross                    | Não     | Sim     | Sim        | [ 36 ] [ 37 ] |
| 1951 | Sinfonia de Paris ♫                  | Jerry Mulligan                 | Não     | Sim     | Sim        | [ 38 ] [ 39 ] |
| 1951 | It's a Big Country                   | Icarus Xenophon                | Não     | Sim     | Não        | [ 40 ] [ 41 ] |
| 1952 | O Melhor é Casar                     | Ele mesmo                      | Não     | Sim     | Não        | [ 42 ]        |
| 1952 | Cantando na Chuva ♫                  | Don Lockwood                   | Sim     | Sim     | Sim        | [ 43 ] [ 41 ] |
| 1952 | The Devil Makes Three                | Capt. Jeff Eliot               | Não     | Sim     | Não        | [ 44 ] [ 45 ] |
| 1954 | A Lenda dos Beijos Perdidos ♫        | Tommy Albright                 | Não     | Sim     | Sim        | [ 46 ] [ 47 ] |
| 1954 | Seagulls Over Sorrento               | Ten. "Brad" Bradville          | Não     | Sim     | Não        | [ 48 ] [ 49 ] |
| 1954 | Deep in My Heart ♫                   | Ele mesmo                      | Não     | Sim     | Sim        | [ 50 ] [ 51 ] |
| 1955 | Dançando nas Nuvens ♫                | Ted Riley                      | Sim     | Sim     | Sim        | [ 52 ] [ 53 ] |
| 1956 | Invitation to the Dance ♫            | O Palhaço / O Marinho / Simbad | Sim     | Sim     | Sim        | [ 54 ] [ 55 ] |
| 1957 | The Happy Road                       | Michael J. Andrews             | Sim     | Sim     | Não        | [ 56 ] [ 57 ] |
| 1957 | Les Girls ♫                          | Barry Nichols                  | Não     | Sim     | Sim        | [ 58 ] [ 59 ] |
| 1958 | Até o Último Alento                  | Noel Airman                    | Não     | Sim     | Não        | [ 60 ]        |
| 1958 | The Tunnel of Love                   | Jerry Mulligan                 | Sim     | Não     | Não        | [ 61 ] [ 62 ] |
| 1960 | O Vento Será Tua Herança             | E. K. Hornbeck                 | Não     | Sim     | Não        | [ 63 ]        |
| 1960 | Adorável Pecadora                    | Ele mesmo                      | Não     | Sim     | Sim        | [ 64 ]        |
| 1962 | Gigot                                |                                | Sim     | Não     | Não        | [ 65 ]        |
| 1964 | A Senhora e Seus Maridos             | Pinky Benson                   | Não     | Sim     | Sim        | [ 66 ]        |
| 1967 | Duas Garotas Românticas ♫            | Andy Miller                    | Não     | Sim     | Sim        | [ 67 ]        |
| 1967 | Diário de Um Homem Casado            |                                | Sim     | Não     | Não        | [ 68 ]        |
| 1969 | Alô, Dolly! ♫                        |                                | Sim     | Não     | Não        | [ 69 ]        |
| 1970 | The Cheyenne Social Club             |                                | Sim     | Não     | Não        | [ 70 ]        |
| 1973 | 40 Carats                            | Billy Boylan                   | Não     | Sim     | Não        | [ 71 ]        |
| 1974 | Era Uma Vez em Hollywood ♫           | Ele mesmo (co-apresentador)    | Não     | Sim     | Sim        | [ 72 ] [ 73 ] |
| 1976 | Era Uma Vez em Hollywood, Parte II ♫ | Ele mesmo (co-apresentador)    | Sim     | Sim     | Sim        | [ 74 ] [ 75 ] |
| 1977 | Viva Knievel!                        | Will Atkins                    | Não     | Sim     | Não        | [ 74 ]        |
| 1980 | Xanadu ♫                             | Danny McGuire                  | Não     | Sim     | Sim        | [ 76 ]        |
| 1985 | That's Dancing! ♫                    | Ele mesmo (co-apresentador)    | Não     | Sim     | Não        | [ 77 ]        |
| 1994 | That's Entertainment, Part III ♫     | Ele mesmo (co-apresentador)    | Não     | Sim     | Não        |               |
| 1997 | Gatos Não Sabem Dançar               |                                | Não     | Não     | Sim        | [ 78 ]        |

## Televisão
| Ano     | Título                              | Papel                   | Notas                                                           |
| ------- | ----------------------------------- | ----------------------- | --------------------------------------------------------------- |
| 1957    | Schlitz Playhouse                   | Tom T. Triplet          | Episódio: "The Life You Save"                                   |
| 1958    | Omnibus                             | Ele mesmo               | Episódio: "Dancing: A Man's Game"                               |
| 1962–63 | Going My Way                        | Padre Chuck O'Malley    | 30 episódios                                                    |
| 1965    | Gene Kelly: New York, New York      | Ele mesmo               | Dirigido por Woody Allen                                        |
| 1965    | The Julie Andrews Show              | Ele mesmo               | Especial de TV                                                  |
| 1967    | Jack and the Beanstalk              | Jeremy Keen             | Telefilme                                                       |
| 1971    | The Funny Side                      | Ele mesmo               | Anfitrião                                                       |
| 1973    | Magnavox Presents Frank Sinatra     | Ele mesmo               | Especial de TV                                                  |
| 1978    | Gene Kelly: An American in Pasadena | Ele mesmo               | Especial de TV                                                  |
| 1979    | The Mary Tyler Moore Hour           | Ele mesmo (Convidado)   | Episódio: "1.5"                                                 |
| 1980    | The Muppet Show                     | Ele mesmo               | Episódio: "Gene Kelly"                                          |
| 1984    | O Barco do Amor                     | Charles Dane            | 2 episódios                                                     |
| 1985    | Norte e Sul                         | Senador Charles Edwards | Minissérie                                                      |
| 1986    | Sins                                | Eric Hovland            | Minissérie                                                      |
| 2007    | Family Guy                          | Ele mesmo               | - Episódio: "Road to Rupert" - Mídias arquivadas, não-creditado |

## Documentários
| Ano  | Título                        | Nota                                          |
| ---- | ----------------------------- | --------------------------------------------- |
| 1999 | Anatomy of a Dancer           | Dirigido por Robert Trachtenberg, PBS, 2002   |
| 2013 | Gene Kelly, to Live and Dance | Dirigido por Bertrand Tessier, France 5, 2017 |

## Aparições na rádio
| Ano  | Programa                    | Episódio           | Ref.   |
| ---- | --------------------------- | ------------------ | ------ |
| 1943 | Suspense Mystery Radio Play | "Thieves Fall Out" | [ 80 ] |
| 1946 | Hollywood Players           | "The Glass Key"    | [ 81 ] |
| 1949 | Suspense Mystery Radio Play | "To Find Help"     | [ 82 ] |